# 图森未来

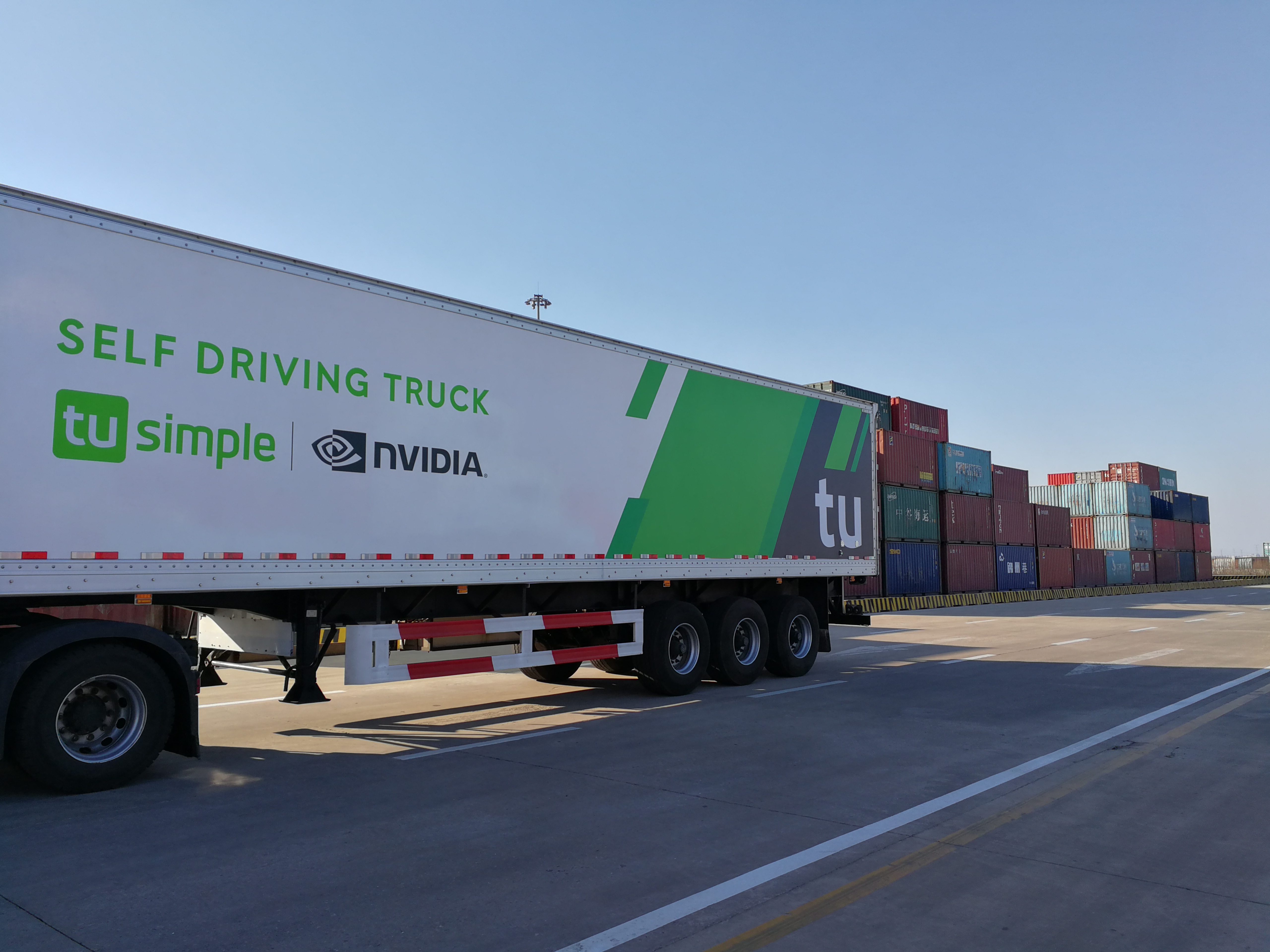
图森未来科技的无人驾驶卡车在港口内测试

图森未来（TuSimple）是一家在中国和美国联合办公的自动驾驶卡车公司，总部位于美国加利福尼亚州圣迭戈，成立于2015年。

## 发展历史

### 初创
2015年9月，图森未来科技前身图森互联成立，在中国北京和美国圣迭戈分设两座研发中心。

### 中国区发展
2016年12月，图森未来科技与唐山市曹妃甸工业区签订战略合作协议，建设曹妃甸自动驾驶卡车试验基地、自动化物流运输商业化运营基地和自动化物流示范区。
2017年11月，在上海举行L4无人驾驶货运卡车全国首次公测，中国工信部部长苗圩等试乘。
2018年4月，完成港口内自动驾驶四车编队试运行，并完成在港口区域内对接港机系统及港务系统的解决方案。
2018年8月，图森未来获得中国第一张卡车自动驾驶公开道路牌照。

### 美国区发展
2017年6月，图森未来科技在美国加州取得无人驾驶牌照，并完成加利福尼亚到亚利桑那的跨州长距离路测。同年8月，图森未来在美国亚利桑那州图森的测试基地开张。
2020年7月，图森未来宣布与美国卡车制造商Navistar（纳威斯达）达成战略合作，共同研发L4级自动驾驶卡车。
2021年4月，图森未来在美国纳斯达克上市，成为无人驾驶领域首家上市的企业。
2022年2月，图森未来与美国政府达成协议，限制中国分部访问数据。

### 管理层变动
2022年3月，董事长陈默和首席执行官吕程离职。
2022年10月，根据《华尔街日报》报道，图森未来因涉及向自动驾驶氢动力卡车公司Hydron Inc.（图森联合创始人陈默创立）不当提供资金及转让技术面临美國联邦调查局、证券交易委员会、海外投资委员会的同时调查。10月31日，图森未来宣佈解雇首席执行官兼联合创始人侯晓迪，运营副总裁Ersin Yumer接任临时首席执行官，当日股价暴跌近一半。